# Arnold Haukeland

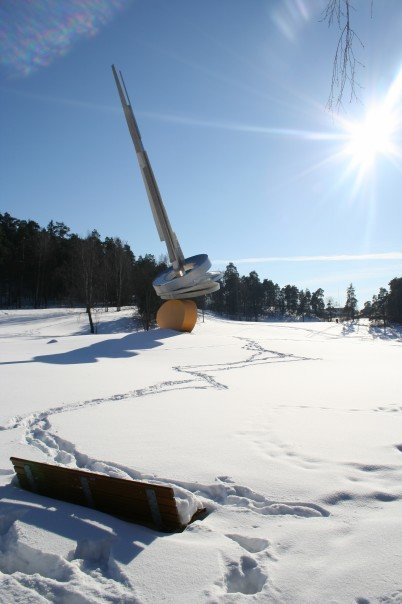
Den 19 meter höga Solskulpturen i Bærum

Arnold Martin Haukeland, född 28 mars 1920 i Verdal, död 18 juni 1983 i Bærum, var en norsk skulptör och känd som en av de främsta exponenterna för abstrakt skulptur i Norge i efterkrigstiden.

## Biografi
Arnold Haukeland växte upp i Sarpsborg. Efter fyra år av elektrotekniska studier bytte han inriktning och blev elev hos skulptörerna Stinius Fuller och Per Palle Storm vid Det Illegale Akademi i Oslo 1944-45. Han studerade sedan på Académie Colarossi i Paris (1946-47), i Italien och Frankrike (1948-49) och i Spanien (1955).
Haukeland debuterade på höstutställningen 1948 med verken Dansk poet, Forarbeid til Brønnskulptur och Islandsk kvinne.
Från en ursprungligen realistisk skulpturstil på 1940-talet med bland annat porträtt och ryttarmonument övergick han till rent nonfigurativ skulptur, ofta i rostfritt stål. 
Arnold Haukeland bodde och hade en ateljé på Nesodden 1948-55. I januari 1955 flyttade han till Vallerkroken i Bærum, där han bodde och arbetade under de sista 28 åren av sitt liv.